# Carrépuis
Carrépuis é uma comuna francesa na região administrativa de Altos da França, no departamento de Somme. Estende-se por uma área de 5,5 km². Em 2010 a comuna tinha 274 habitantes (densidade: 49,8 hab./km²).